# Lucrezia Agujari

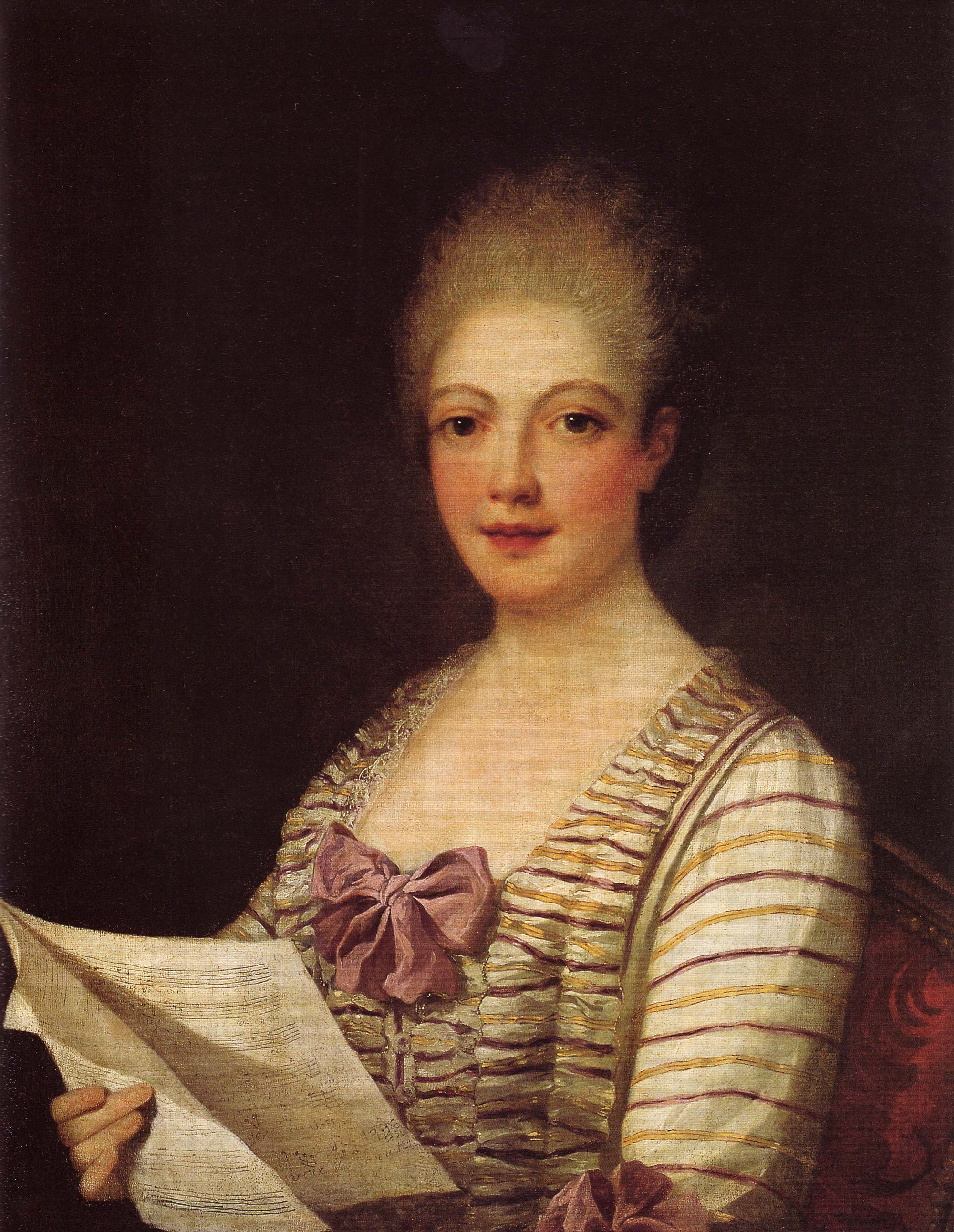
Lucrezia Agujari (La Bastardella), målad av Pietro Melchiorre Ferrari.

Lucrezia Agujari (La Bastarddella), född 1743 i Ferrara, Italien, död 18 maj 1783 i Parma, var en italiensk operasångerska. 
Hon undervisades i sång av P. Lambertini. År 1764 gjorde hon sin debut i Florens, varefter hon sjöng i Milano och andra italienska städer, samt i London.  Mozart ansåg att hon hade en underbar röst. Hon gifte sig 1780 med den italienske kompositören Giuseppe Colla, och hon sjöng många av hans sånger. Agujari hade ett ovanligt stort tonomfång på hela tre oktaver (C1-C4).